# Spagna ai Giochi della XXXII Olimpiade
La Spagna ha partecipato ai Giochi della XXXII Olimpiade, che si sono svolti a Tokyo, Giappone, dal 23 luglio all'8 agosto 2021 (inizialmente previsti dal 24 luglio al 9 agosto 2020 ma posticipati per la pandemia di COVID-19) con trecentoventuno atleti, centottantasette uomini e centotrentasette donne.
Si è trattato della ventiquattresima partecipazione di questo paese ai Giochi estivi.
La Spagna ha preso parte a tutti gli sport tranne quattro: baseball, lotta, rugby a 7 e surf.

## Medaglie

### Medagliere per disciplina
| Sport                | Oro | Argento | Bronzo | Totale |
| -------------------- | --- | ------- | ------ | ------ |
| Karate               | 1   | 1       | 0      | 2      |
| Arrampicata sportiva | 1   | 0       | 0      | 1      |
| Tiro                 | 1   | 0       | 0      | 1      |
| Canoa/kayak          | 0   | 3       | 0      | 3      |
| Calcio               | 0   | 1       | 0      | 1      |
| Ginnastica           | 0   | 1       | 0      | 1      |
| Pallanuoto           | 0   | 1       | 0      | 1      |
| Taekwondo            | 0   | 1       | 0      | 1      |
| Vela                 | 0   | 0       | 2      | 2      |
| Atletica leggera     | 0   | 0       | 1      | 1      |
| Ciclismo             | 0   | 0       | 1      | 1      |
| Pallamano            | 0   | 0       | 1      | 1      |
| Tennis               | 0   | 0       | 1      | 1      |
| Totale               | 3   | 8       | 6      | 17     |

### Medaglie d'oro
| Medaglia | Nome                            | Sport                | Evento         |
| -------- | ------------------------------- | -------------------- | -------------- |
| Oro      | Alberto Ginés López             | Arrampicata sportiva | Gara maschile  |
| Oro      | Sandra Sánchez                  | Karate               | Kata femminile |
| Oro      | Alberto Fernández Fátima Gálvez | Tiro                 | Trap a squadre |

### Medaglie d'argento
| Medaglia | Nome | Sport       | Evento                |
| -------- | --- | ----------- | --------------------- |
| Argento  | Marco Asensio Dani Ceballos Marc Cucurella Álvaro Fernández Llorente Eric García Bryan Gil Óscar Gil Pedri González Mikel Merino Óscar Mingueza Rafa Mir Juan Miranda Jon Moncayola Dani Olmo Mikel Oyarzabal Javi Puado Unai Simón Carlos Soler Pau Torres Jesús Vallejo Iván Villar Martín Zubimendi | Calcio      | Torneo maschile       |
| Argento  | Saúl Craviotto Marcus Walz Carlos Arévalo Rodrigo Germade | Canoa/kayak | K4 500 m maschile     |
| Argento  | Teresa Portela | Canoa/kayak | K1 200 m femminile    |
| Argento  | Maialen Chourraut | Canoa/kayak | Slalom K1 femminile   |
| Argento  | Rayderley Zapata | Ginnastica  | Corpo libero maschile |
| Argento  | Damián Quintero | Karate      | Kata maschile         |
| Argento  | Marta Bach Anni Espar Clara Espar Laura Ester Judith Forca Maica García Godoy Irene González Paula Leitón Beatriz Ortiz Pilar Peña Elena Ruiz Elena Sánchez Roser Tarragó | Pallanuoto  | Torneo femminile      |
| Argento  | Adriana Cerezo | Taekwondo   | 49 kg femminile       |

### Medaglie di bronzo
| Medaglia | Nome | Sport                | Evento                 |
| -------- | --- | -------------------- | ---------------------- |
| Bronzo   | Alberto Ginés López | Arrampicata sportiva | Gara maschile          |
| Bronzo   | Ana Peleteiro | Atletica leggera     | Salto triplo femminile |
| Bronzo   | David Valero | Ciclismo             | Cross country maschile |
| Bronzo   | Julen Aguinagalde Rodrigo Corrales Alex Dujshebaev Raúl Entrerríos Ángel Fernández Adrià Figueras Antonio García Robledo Aleix Gómez Gedeón Guardiola Eduardo Gurbindo Jorge Maqueda Viran Morros Gonzalo Pérez de Vargas Miguel Sánchez-Migallón Daniel Sarmiento Ferran Solé | Pallamano            | Torneo maschile        |
| Bronzo   | Pablo Carreño Busta | Tennis               | Singolare maschile     |
| Bronzo   | Joan Cardona Méndez | Vela                 | Finn maschile          |
| Bronzo   | Jordi Xammar Nicolás Rodríguez | Vela                 | 470 maschile           |

## Delegazione
| Sport                | Uomini | Donne | Totale |
| -------------------- | ------ | ----- | ------ |
| Arrampicata sportiva | 1      | 0     | 1      |
| Atletica leggera     | 32     | 22    | 54     |
| Badminton            | 1      | 1     | 2      |
| Beach volley         | 2      | 2     | 4      |
| Calcio               | 22     | 0     | 22     |
| Canoa                | 10     | 5     | 15     |
| Canottaggio          | 4      | 2     | 6      |
| Ciclismo             | 9      | 3     | 12     |
| Equitazione          | 4      | 1     | 5      |
| Ginnastica           | 5      | 4     | 9      |
| Golf                 | 2      | 2     | 4      |
| Hockey prato         | 16     | 16    | 32     |
| Judo                 | 3      | 4     | 7      |
| Karate               | 1      | 1     | 2      |
| Nuoto                | 4      | 7     | 11     |
| Nuoto artistico      | -      | 8     | 8      |
| Pallacanestro        | 12     | 12    | 24     |
| Pallacamano          | 14     | 14    | 28     |
| Pallanuoto           | 12     | 12    | 24     |
| Pentathlon moderno   | 1      | 0     | 1      |
| Pugilato             | 4      | 0     | 4      |
| Scherma              | 1      | 0     | 1      |
| Skateboard           | 2      | 2     | 4      |
| Sollevamento pesi    | 3      | 1     | 4      |
| Taekwondo            | 3      | 1     | 4      |
| Tennis               | 4      | 4     | 8      |
| Tennis tavolo        | 1      | 2     | 3      |
| Tiro                 | 1      | 1     | 2      |
| Tiro con l'arco      | 1      | 1     | 2      |
| Triathlon            | 3      | 2     | 5      |
| Tuffi                | 2      | 0     | 2      |
| Vela                 | 8      | 7     | 15     |
| Totale               | 184    | 137   | 321    |

## Arrampicata sportiva
| Atleta              | Evento        | Qualificazione | Qualificazione | Qualificazione | Qualificazione | Qualificazione | Qualificazione | Qualificazione | Qualificazione | Qualificazione | Qualificazione | Finale   | Finale | Finale | Finale | Finale     | Finale     | Finale     | Finale | Finale | Finale |
| Atleta              | Evento        | Speed          | Speed          | Speed          | Lead           | Lead           | Bouldering     | Bouldering     | Bouldering     | Totale         | Totale         | Speed    | Speed  | Lead   | Lead   | Bouldering | Bouldering | Bouldering | Totale | Totale |        |
| Atleta              | Evento        | A              | B              | Pos.           | Punti          | Pos.           | Top            | Zona           | Pos.           | Punti          | Pos.           | Migliore | Pos.   | Punti  | Pos.   | Top        | Zona       | Pos.       | Punti  | Pos.   |        |
| ------------------- | ------------- | -------------- | -------------- | -------------- | -------------- | -------------- | -------------- | -------------- | -------------- | -------------- | -------------- | -------- | ------ | ------ | ------ | ---------- | ---------- | ---------- | ------ | ------ | ------ |
| Alberto Ginés López | Gara maschile | 6"48           | 6"32           | 7º             | 41+            | 3º             | 1              | 1              | 14º            | 294            | 6º Q           | 6"42     | 1º     | 38+    | 4º     | 0          | 3          | 7º         | 28     |        |        |

## Atletica leggera
Irene Sánchez-Escribano qualificata per i 3000 m siepi femminili non ha partecipato per infortunio.
| Q | Qualificato al turno successivo per la posizione in qualificazione                                                           |
| q | Qualificato per il turno successivo per ripescaggio o, negli eventi su campo, conquistando la misura minima per qualificarsi |

### Maschile
Eventi su pista e strada
| Atleta                   | Evento         | Batteria  | Batteria  | Semifinale      | Semifinale      | Finale          | Finale          |                 |
| Atleta                   | Evento         | Risultato | Posizione | Risultato       | Posizione       | Risultato       | Posizione       |                 |
| ------------------------ | -------------- | --------- | --------- | --------------- | --------------- | --------------- | --------------- | --------------- |
| Óscar Husillos           | 400 m piani    | 48"05     | 7º        | Non qualificato | Non qualificato | Non qualificato | Non qualificato |                 |
| Adrián Ben               | 800 m piani    | 1'45"30   | 2º Q      | 1'44"30         | 4º q            | 1'45"96         | 5º              |                 |
| Saúl Ordóñez             | 800 m piani    | 1'45"98   | 5º        | Non qualificato | Non qualificato | Non qualificato | Non qualificato | Non qualificato |
| Pablo Sánchez-Valladares | 800 m piani    | 1'46"06   | 4º        | Non qualificato | Non qualificato | Non qualificato | Non qualificato | Non qualificato |
| Ignacio Fontes           | 1500 m piani   | 3'36"95   | 8º q      | 3'34"49         | 5º Q            | 3'38"56         | 13º             |                 |
| Jesús Gómez              | 1500 m piani   | 3'47"27   | 12º qA    | 3'44"46         | 12º             | Non qualificato | Non qualificato |                 |
| Adel Mechaal             | 1500 m piani   | 3'36"74   | 6º Q      | 3'32"19         | 4º Q            | 3'30"77         | 5º              |                 |
| Mohamed Katir            | 5000 m piani   | 13'30"10  | 1º Q      | N.D.            | N.D.            | 13'06"60        | 8º              |                 |
| Carlos Mayo              | 10000 m piani  | N.D.      | N.D.      | N.D.            | N.D.            | 28'04"71        | 13º             |                 |
| Asier Martínez           | 110 m ostacoli | 13"32     | 1º Q      | 13"27           | 3º q            | 13"22           | 6º              |                 |
| Sérgio Fernández         | 400 m ostacoli | 51"51     | 7º        | Non qualificato | Non qualificato | Non qualificato | Non qualificato |                 |
| Daniel Arce              | 3000 m siepi   | 8'38"09   | 13º       | N.D.            | N.D.            | Non qualificato | Non qualificato |                 |
| Fernando Carro           | 3000 m siepi   | DNF       | DNF       | N.D.            | N.D.            | Non qualificato | Non qualificato |                 |
| Sebastián Martos         | 3000 m siepi   | 8'23"07   | 8º        | N.D.            | N.D.            | Non qualificato | Non qualificato |                 |
| Javier Guerra            | Maratona       | N.D.      | N.D.      | N.D.            | N.D.            | 2h16'42"        | 33º             |                 |
| Ayad Lamdassem           | Maratona       | N.D.      | N.D.      | N.D.            | N.D.            | 2h10'16"        | 5º              |                 |
| Daniel Mateo             | Maratona       | N.D.      | N.D.      | N.D.            | N.D.            | 2h15'21"        | 21º             |                 |
| Diego García             | Marcia 20 km   | N.D.      | N.D.      | N.D.            | N.D.            | 1:21:57         | 6º              |                 |
| Miguel Ángel López       | Marcia 20 km   | N.D.      | N.D.      | N.D.            | N.D.            | 1:27.12         | 31º             |                 |
| Álvaro Martín            | Marcia 20 km   | N.D.      | N.D.      | N.D.            | N.D.            | 1:21:46         | 4º              |                 |
| Luis Manuel Corchete     | Marcia 50 km   | N.D.      | N.D.      | N.D.            | N.D.            | DNF             | DNF             |                 |
| Jesús Ángel García       | Marcia 50 km   | N.D.      | N.D.      | N.D.            | N.D.            | 4h10'03"        | 35º             |                 |
| Marc Tur                 | Marcia 50 km   | N.D.      | N.D.      | N.D.            | N.D.            | 3h51'08"        | 4º              |                 |

Eventi su campo
| Atleta               | Evento                 | Qualifica | Qualifica | Finale          | Finale          |
| Atleta               | Evento                 | Misura    | Posizione | Misura          | Posizione       |
| -------------------- | ---------------------- | --------- | --------- | --------------- | --------------- |
| Eusebio Cáceres      | Salto in lungo         | 7,98      | 7º q      | 8,18            | 4º              |
| Pablo Torrijos       | Salto triplo           | 15,87     | 25º       | Non qualificato | Non qualificato |
| Lois Maikel Martínez | Lancio del disco       | 54,69     | 30º       | Non qualificato | Non qualificato |
| Fedrick Dacres       | Lancio del disco       | 62,91     | 13º       | Non qualificato | Non qualificato |
| Javier Cienfuegos    | Lancio del martello    | 76,91     | 7º q      | 76,30           | 10º             |
| Odei Jainaga         | Lancio del giavellotto | 73,11     | 29º       | Non qualificato | Non qualificato |

Eventi multipli
| Atleta      | Evento    | 100 m     | Lungo    | Peso      | Alto     | 400 m     | 110 ost.  | Disco     | Asta       | Giav.     | 1500 m      | Punteggio totale | Pos. |
| ----------- | --------- | --------- | -------- | --------- | -------- | --------- | --------- | --------- | ---------- | --------- | ----------- | ---------------- | ---- |
| Jorge Ureña | Decathlon | 10"66 938 | 7,30 886 | 13,97 727 | 2,05 850 | 48"00 909 | 14"13 958 | 43,70 740 | 4,90 = 880 | 55,82 675 | 4'27"82 759 | 8322             | 9º   |

### Femminile
Eventi su pista e strada
| Atleta              | Evento         | Batteria  | Batteria  | Semifinale      | Semifinale      | Finale          | Finale          |
| Atleta              | Evento         | Risultato | Posizione | Risultato       | Posizione       | Risultato       | Posizione       |
| ------------------- | -------------- | --------- | --------- | --------------- | --------------- | --------------- | --------------- |
| María Isabel Pérez  | 100 m piani    | 11"51     | 5ª        | Non qualificata | Non qualificata | Non qualificata | Non qualificata |
| Jaël Bestué         | 200 m piani    | 23"19     | 4ª        | Non qualificata | Non qualificata | Non qualificata | Non qualificata |
| Aauri Bokesa        | 400 m piani    | 51"89     | 4ª q      | 51"57           | 8ª              | Non qualificata | Non qualificata |
| Natalia Romero      | 800 m piani    | 2'01"16   | 6ª q      | 2'01"52         | 8ª              | Non qualificata | Non qualificata |
| Esther Guerrero     | 1500 m piani   | 4'07"08   | 8ª        | Non qualificata | Non qualificata | Non qualificata | Non qualificata |
| Marta Pérez         | 1500 m piani   | 4'04"76   | 7ª q      | 4'01"69         | 5ª Q            | 4'00"12         | 9ª              |
| Lucía Rodríguez     | 5000 m piani   | 15'26"19  | 16ª       | N.D.            | N.D.            | Non qualificata | Non qualificata |
| Teresa Errandonea   | 100 m ostacoli | 13"15     | 6ª        | Non qualificata | Non qualificata | Non qualificata | Non qualificata |
| Leah Nugent         | 3000 m siepi   | 9'45"37   | 13ª       | N.D.            | N.D.            | Non qualificata | Non qualificata |
| Marta Galimany      | Maratona       | N.D.      | N.D.      | N.D.            | N.D.            | 2h35'39"        | 37ª             |
| Elena Loyo          | Maratona       | N.D.      | N.D.      | N.D.            | N.D.            | 2h34'38"        | 29ª             |
| Laura Méndez Esquer | Maratona       | N.D.      | N.D.      | N.D.            | N.D.            | DNF             | DNF             |
| Laura García-Caro   | Marcia 20 km   | N.D.      | N.D.      | N.D.            | N.D.            | 1h37'48"        | 34ª             |
| Raquel González     | Marcia 20 km   | N.D.      | N.D.      | N.D.            | N.D.            | 1h31'57"        | 14ª             |
| María Pérez         | Marcia 20 km   | N.D.      | N.D.      | N.D.            | N.D.            | 1h30'05"        | 4ª              |

Eventi su campo
| Atleta             | Evento              | Qualifica | Qualifica | Finale          | Finale          |
| Atleta             | Evento              | Misura    | Posizione | Misura          | Posizione       |
| ------------------ | ------------------- | --------- | --------- | --------------- | --------------- |
| Fátima Diame       | Salto in lungo      | 6,33      | 22ª       | Non qualificata | Non qualificata |
| Ana Peleteiro      | Salto triplo        | 14,62     | 2ª Q      | 14,87           |                 |
| María Belén Toimil | Getto del peso      | 17,38     | 22ª       | Non qualificata | Non qualificata |
| Laura Redondo      | Lancio del martello | 62,42     | 29ª       | Non qualificata | Non qualificata |

Eventi multipli
| Atleta        | Evento    | 100 ost.   | Alto       | Peso      | 200 m      | Lungo    | Giav.     | 800 m       | Punteggio totale | Pos. |
| ------------- | --------- | ---------- | ---------- | --------- | ---------- | -------- | --------- | ----------- | ---------------- | ---- |
| María Vicente | Eptathlon | 13"54 1059 | 1,77 = 941 | 12,70 707 | 23"50 1029 | 6,18 905 | 37,04 611 | 2'16"99 865 | 6117             | 18ª  |

### Misti
Eventi su pista e strada
| Laura Bueno Bernat Erta Aauri Bokesa Samuel García | Staffetta 4×400 m mista | 3'13"29 | 6ª | N.D. | N.D. | Non qualificati | Non qualificati | Non qualificati | Non qualificati |

## Badminton
| Atleta          | Evento            | Girone                 | Girone                   | Girone               | Girone | Ottavi               | Quarti               | Semifinale           | Finale               | Finale          |
| Atleta          | Evento            | Avversario Punteggio   | Avversario Punteggio     | Avversario Punteggio | Pos.   | Avversario Punteggio | Avversario Punteggio | Avversario Punteggio | Avversario Punteggio | Pos.            |
| --------------- | ----------------- | ---------------------- | ------------------------ | -------------------- | ------ | -------------------- | -------------------- | -------------------- | -------------------- | --------------- |
| Pablo Abián     | Singolo maschile  | Must V (21–7, 21–11)   | Chen L P (11–21, 10–21)  | N.D.                 | 2º     | Non qualificato      | Non qualificato      | Non qualificato      | Non qualificato      | Non qualificato |
| Clara Azurmendi | Singolo femminile | An S-y P (13–21, 8–21) | Adesokan V (21–10, 21–2) | N.D.                 | 2ª     | Non qualificata      | Non qualificata      | Non qualificata      | Non qualificata      | Non qualificata |

## Beach volley
| Atleta                           | Torneo    | Primo turno                                | Primo turno                      | Primo turno                        | Primo turno | Ripescaggio                            | Ottavi                                      | Quarti               | Semifinali           | Finale               | Finale          |
| Atleta                           | Torneo    | Avversario Punteggio                       | Avversario Punteggio             | Avversario Punteggio               | Pos.        | Avversario Punteggio                   | Avversario Punteggio                        | Avversario Punteggio | Avversario Punteggio | Avversario Punteggio | Pos.            |
| -------------------------------- | --------- | ------------------------------------------ | -------------------------------- | ---------------------------------- | ----------- | -------------------------------------- | ------------------------------------------- | -------------------- | -------------------- | -------------------- | --------------- |
| Adrián Gavira Pablo Herrera      | Maschile  | Leshukov / Semenov P (19–21, 20–22)        | Mol / Sørum P (17–21, 22–24)     | McHugh / Schumann V (21–16, 21–16) | 3ª q        | Kantor / Łosiak V (31–29, 19–21, 15–7) | Krasilnikov / Stoyanovskiy P (20–22, 17–21) | Non qualificati      | Non qualificati      | Non qualificati      | Non qualificati |
| Elsa Baquerizo Liliana Fernández | Femminile | Keizer / Meppelink V (19–21, 21–18, 16–14) | Klineman / Ross P (13–21, 16–21) | Wang Xx / Xue C P (13–21, 10–21)   | 3ª q        | Ishii / Murakami V (21–15, 21–10)      | Pavan / Humana-Paredes P (13–21, 13–21)     | Non qualificate      | Non qualificate      | Non qualificate      | Non qualificate |

## Calcio
| Squadra            | Torneo   | Girone               | Girone               | Girone               | Girone | Quarti               | Semifinali           | Finale               | Pos. |
| Squadra            | Torneo   | Avversario Risultato | Avversario Risultato | Avversario Risultato | Pos.   | Avversario Risultato | Avversario Risultato | Avversario Risultato | Pos. |
| ------------------ | -------- | -------------------- | -------------------- | -------------------- | ------ | -------------------- | -------------------- | -------------------- | ---- |
| Nazionale maschile | Maschile | Egitto N 0–0         | Australia V 1–0      | Argentina N 1–1      | 1ª Q   | Costa d'Avorio V 5–2 | Giappone V 1–0       | Brasile P 1–2        |      |

## Canoa/kayak

### Slalom
| Atleta            | Evento       | Qualificazioni | Qualificazioni | Qualificazioni | Qualificazioni | Qualificazioni | Qualificazioni | Semifinali | Semifinali | Semifinali | Finale   | Finale | Finale    |
| Atleta            | Evento       | 1ª manche      | Pos.           | 2ª manche      | Pos.           | Migliore       | Posizione      | Penalità   | Tempo      | Posizione  | Penalità | Tempo  | Posizione |
| ----------------- | ------------ | -------------- | -------------- | -------------- | -------------- | -------------- | -------------- | ---------- | ---------- | ---------- | -------- | ------ | --------- |
| Ander Elosegi     | C1 maschile  | 103"78         | 8º             | 101"51         | 4º             | 101"51         | 7º             | 2"         | 103"15     | 3º         | 2"       | 106"59 | 8º        |
| Núria Vilarrubla  | C1 femminile | 118"03         | 9ª             | 121"00         | 15ª            | 118"03         | 1ª             | 2"         | 119"99     | 8ª         | 4"       | 127"33 | 8ª        |
| David Llorente    | K1 maschile  | 147"62         | 22º            | 95"83          | 14º            | 95"83          | 18º            | 0"         | 98"26      | 8º         | 52"      | 150"08 | 10º       |
| Maialen Chourraut | K1 femminile | 108"25         | 6ª             | 105"13         | 5ª             | 105"13         | 5ª             | 2"         | 107.92     | 7ª         | 4"       | 106"63 |           |

### Velocità
| Atleta                                                    | Evento             | Batteria | Batteria  | Quarti   | Quarti    | Semifinale      | Semifinale      | Finale / Finale B e C | Finale / Finale B e C |
| Atleta                                                    | Evento             | Tempo    | Posizione | Tempo    | Posizione | Tempo           | Posizione       | Tempo                 | Posizione             |
| --------------------------------------------------------- | ------------------ | -------- | --------- | -------- | --------- | --------------- | --------------- | --------------------- | --------------------- |
| Antía Jácome                                              | C1 200 m femminile | 46"691   | 3ª q      | 45"668   | 1ª Q      | 47"414          | 4ª Q            | 47"226                | 5ª                    |
| Cayetano García                                           | C1 1000 m maschile | 4'34"418 | 4º q      | 4'31"929 | 5º        | Non qualificato | Non qualificato | Non qualificato       | Non qualificato       |
| Pablo Martínez                                            | C1 1000 m maschile | 4'21"729 | 5º q      | 4'09"102 | 3º        | Non qualificato | Non qualificato | Non qualificato       | Non qualificato       |
| Cayetano García Pablo Martínez                            | C2 1000 m maschile | 3'44"947 | 2ª Q      | Bye      | Bye       | 3'28"594        | 4ª Q            | 3'41"572              | 8ª                    |
| Carlos Arévalo                                            | K1 200 m maschile  | 34"452   | 2º Q      | Bye      | Bye       | 35"207          | 3º Q            | 35"391                | 5º                    |
| Saúl Craviotto                                            | K1 200 m maschile  | 35"002   | 2º Q      | Bye      | Bye       | 35"934          | 4º Q            | 35"568                | 7º                    |
| Teresa Portela                                            | K1 200 m femminile | 40"812   | 1ª Q      | Bye      | Bye       | 38"858          | 4ª Q            | 38"883                |                       |
| Isabel Contreras                                          | K1 500 m femminile | 1'49"256 | 4ª q      | 1'51"235 | 1ª Q      | 1'54"535        | 6ª qC           | 1'55"728              | 19ª                   |
| Francisco Cubelos Íñigo Peña                              | K2 1000 m maschile | 3'10"138 | 1ª Q      | Bye      | Bye       | 3'19"133        | 4ª Q            | 3'17"267              | 6ª                    |
| Carlos Arévalo Saúl Craviotto Rodrigo Germade Marcus Walz | K4 500 m maschile  | 1'21"658 | 1ª Q      | Bye      | Bye       | 1'24"355        | 1ª Q            | 1'22"445              |                       |

## Canottaggio
| Atleta                         | Evento                            | Batteria | Batteria  | Ripescaggio | Ripescaggio | Quarti | Quarti    | Semifinale | Semifinale | Finale / Finale B | Finale / Finale B |
| Atleta                         | Evento                            | Tempo    | Posizione | Tempo       | Posizione   | Tempo  | Posizione | Tempo      | Posizione  | Tempo             | Posizione         |
| ------------------------------ | --------------------------------- | -------- | --------- | ----------- | ----------- | ------ | --------- | ---------- | ---------- | ----------------- | ----------------- |
| Jaime Canalejo Javier García   | 2 senza maschile                  | 6'53"33  | 4ª R      | 6'47"06     | 1ª Q        | N.D.   | N.D.      | 6'16"25    | 3ª Q       | 6'25"25           | 6ª                |
| Manel Balastegui Caetano Horta | 2 di coppia pesi leggeri maschile | 6:38.72  | 4ª R      | 6:45.71     | 2ª Q        | N.D.   | N.D.      | 6:15.49    | 5ª qB      | 6'15"45           | 7ª                |
| Aina Cid Virginia Díaz         | 2 senza femminile                 | 7'23"14  | 3ª Q      | Bye         | Bye         | N.D.   | N.D.      | 6'50"63    | 3ª Q       | 7'00"05           | 6ª                |

## Ciclismo

### Ciclismo su strada
Maschile
| Atleta             | Evento         | Tempo    | Posizione |
| ------------------ | -------------- | -------- | --------- |
| Omar Fraile        | Corsa in linea | DNF      | DNF       |
| Jesús Herrada      | Corsa in linea | 6h16'53" | 62º       |
| Gorka Izagirre     | Corsa in linea | 6h11'46" | 23º       |
| Ion Izagirre       | Corsa in linea | 6h21'46" | 79º       |
| Ion Izagirre       | Cronometro     | DNF      | DNF       |
| Alejandro Valverde | Corsa in linea | 6h15'38" | 42º       |

Femminile
| Atleta          | Evento         | Tempo    | Posizione |
| --------------- | -------------- | -------- | --------- |
| Mavi García     | Corsa in linea | 3h54'31" | 12ª       |
| Mavi García     | Cronometro     | 34'39"96 | 23ª       |
| Ane Santesteban | Corsa in linea | 3h56'04" | 28ª       |

### Ciclismo su pista
Omnium
| Atleta        | Evento          | Scratch   | Scratch | Corsa a tempo | Corsa a tempo | Corsa a eliminazione | Corsa a eliminazione | Corsa a punti | Corsa a punti | Totale | Totale    |
| Atleta        | Evento          | Posizione | Punti   | Posizione     | Punti         | Posizione            | Punti                | Posizione     | Punti         | Punti  | Posizione |
| ------------- | --------------- | --------- | ------- | ------------- | ------------- | -------------------- | -------------------- | ------------- | ------------- | ------ | --------- |
| Albert Torres | Omnium maschile | 15º       | 12      | 10º           | 22            | 7º                   | 28                   | 11º           | 22            | 84     | 10º       |

Americana
| Atleta                       | Evento             | Punti  | Punti | Posizione |
| Atleta                       | Evento             | Sprint | Giri  | Posizione |
| ---------------------------- | ------------------ | ------ | ----- | --------- |
| Sebastián Mora Albert Torres | Americana maschile | 14     | 0     | 6ª        |

### Mountain bike
| Atleta                | Evento                  | Tempo    | Posizione |
| --------------------- | ----------------------- | -------- | --------- |
| Jofre Cullell         | Cross-country maschile  | 1h28'16" | 15º       |
| David Valero          | Cross-country maschile  | 1h25'48" |           |
| Rocío del Alba García | Cross-country femminile | 1h26'32" | 26ª       |

## Equitazione

### Dressage
| Atleta                                                      | Cavallo                | Evento      | Grand Prix | Grand Prix | Grand Prix Special | Grand Prix Special | Grand Prix Freestyle | Grand Prix Freestyle | Grand Prix Freestyle | Grand Prix Freestyle |
| Atleta                                                      | Cavallo                | Evento      | Punteggio  | Classifica | Punteggio          | Classifica         | Tecnico              | Artistico            | Totale               | Classifica           |
| ----------------------------------------------------------- | ---------------------- | ----------- | ---------- | ---------- | ------------------ | ------------------ | -------------------- | -------------------- | -------------------- | -------------------- |
| Beatriz Ferrer-Salat                                        | Elegance               | Individuale | 72,096     | 18ª q      | N.D.               | N.D.               | 72,607               | 82,457               | 77,532               | 17ª                  |
| José Antonio García Mena                                    | Sorento / Divina Royal | Individuale | 69,146     | 32º        | N.D.               | N.D.               | Non qualificato      | Non qualificato      | Non qualificato      | Non qualificato      |
| Severo Jurado                                               | Fendi T                | Individuale | 68,370     | 38º        | N.D.               | N.D.               | Non qualificato      | Non qualificato      | Non qualificato      | Non qualificato      |
| Beatriz Ferrer-Salat José Antonio García Mena Severo Jurado | Vedi sopra             | Squadre     | 6749,5     | 8ª Q       | 7198,5             | 7ª                 | N.D.                 | N.D.                 | 7198,5               | 7ª                   |

### Concorso completo
| Atleta           | Cavallo           | Evento      | Dressage | Dressage | Cross-country | Cross-country | Cross-country | Salto ostacoli | Salto ostacoli | Salto ostacoli | Salto ostacoli  | Salto ostacoli  | Salto ostacoli  | Totale   | Totale |
| Atleta           | Cavallo           | Evento      | Dressage | Dressage | Cross-country | Cross-country | Cross-country | Qualificazione | Qualificazione | Qualificazione | Finale          | Finale          | Finale          | Totale   | Totale |
| Atleta           | Cavallo           | Evento      | Penalità | Pos.     | Penalità      | Totale        | Pos.          | Penalità       | Totale         | Pos.           | Penalità        | Totale          | Pos.            | Penalità | Pos.   |
| ---------------- | ----------------- | ----------- | -------- | -------- | ------------- | ------------- | ------------- | -------------- | -------------- | -------------- | --------------- | --------------- | --------------- | -------- | ------ |
| Francisco Gaviño | Source de la Faye | Individuale | 47,70    | 62º      | 75,60         | 123,30        | 51º           | 12,00          | 135,30         | 44º            | Non qualificato | Non qualificato | Non qualificato | 135,30   | 44º    |

### Salto ostacoli
| Atleta                | Cavallo | Evento      | Qualificazione | Qualificazione | Finale          | Finale          | Jump-off        | Jump-off        |
| Atleta                | Cavallo | Evento      | Penalità       | Pos.           | Penalità        | Pos.            | Penalità        | Pos.            |
| --------------------- | ------- | ----------- | -------------- | -------------- | --------------- | --------------- | --------------- | --------------- |
| Eduardo Álvarez Aznar | Legend  | Individuale | 4,00           | 31º            | Non qualificato | Non qualificato | Non qualificato | Non qualificato |

## Ginnastica

### Ginnastica artistica

#### Uomini
| Atleta           | Evento             | Qualificazione | Qualificazione | Qualificazione | Qualificazione | Qualificazione | Qualificazione | Qualificazione | Qualificazione | Finale          | Finale          | Finale          | Finale          | Finale          | Finale          | Finale          | Finale          |
| Atleta           | Evento             | Attrezzo       | Attrezzo       | Attrezzo       | Attrezzo       | Attrezzo       | Attrezzo       | Totale         | Pos.           | Attrezzo        | Attrezzo        | Attrezzo        | Attrezzo        | Attrezzo        | Attrezzo        | Totale          | Pos.            |
| Atleta           | Evento             | CL             | C              | A              | V              | P              | S              | Totale         | Pos.           | CL              | C               | A               | V               | P               | S               | Totale          | Pos.            |
| ---------------- | ------------------ | -------------- | -------------- | -------------- | -------------- | -------------- | -------------- | -------------- | -------------- | --------------- | --------------- | --------------- | --------------- | --------------- | --------------- | --------------- | --------------- |
| Rayderley Zapata | Corpo libero       | 15,041         | N.D.           | N.D.           | N.D.           | N.D.           | N.D.           | 15,041         | 4º Q           | 14,933          | N.D.            | N.D.            | N.D.            | N.D.            | N.D.            | 14,933          |                 |
| Néstor Abad      | Concorso a squadre | 13,666         | 11,466         | 11,966         | 13,000         | 14,800         | 13,133         | 78,031         | 53º            | Non qualificata | Non qualificata | Non qualificata | Non qualificata | Non qualificata | Non qualificata | Non qualificata | Non qualificata |
| Thierno Diallo   | Concorso a squadre | 12,233         | 12,900         | 13,000         | 12,833         | 14,000         | 11,100         | 76,066         | 56º            | Non qualificata | Non qualificata | Non qualificata | Non qualificata | Non qualificata | Non qualificata | Non qualificata | Non qualificata |
| Nicolau Mir      | Concorso a squadre | 13,533         | 12,600         | 12,400         | 13,866         | 14,033         | 13,233         | 79,665         | 48º            | Non qualificata | Non qualificata | Non qualificata | Non qualificata | Non qualificata | Non qualificata | Non qualificata | Non qualificata |
| Joel Plata       | Concorso a squadre | 13,500         | 13,433         | 13,300         | 13,966         | 14,633         | 12,466         | 81,298         | 37º            | Non qualificata | Non qualificata | Non qualificata | Non qualificata | Non qualificata | Non qualificata | Non qualificata | Non qualificata |
| Totale squadra   | Concorso a squadre | 40,699         | 38,933         | 38,700         | 40,832         | 43,466         | 38,832         | 241,462        | 12º            | Non qualificata | Non qualificata | Non qualificata | Non qualificata | Non qualificata | Non qualificata | Non qualificata | Non qualificata |

#### Donne
| Atleta          | Evento               | Qualificazione                               | Qualificazione                               | Qualificazione                               | Qualificazione                               | Qualificazione                               | Qualificazione                               | Finale          | Finale          | Finale          | Finale          | Finale          | Finale          |
| Atleta          | Evento               | Attrezzo                                     | Attrezzo                                     | Attrezzo                                     | Attrezzo                                     | Totale                                       | Pos.                                         | Attrezzo        | Attrezzo        | Attrezzo        | Attrezzo        | Totale          | Pos.            |
| Atleta          | Evento               | CL                                           | V                                            | T                                            | P                                            | Totale                                       | Pos.                                         | CL              | V               | T               | P               | Totale          | Pos.            |
| --------------- | -------------------- | -------------------------------------------- | -------------------------------------------- | -------------------------------------------- | -------------------------------------------- | -------------------------------------------- | -------------------------------------------- | --------------- | --------------- | --------------- | --------------- | --------------- | --------------- |
| Laura Bechdejú  | Concorso a squadre   | 13,533                                       | 12,700                                       | 12,666                                       | 12,300                                       | 51,199                                       | 53ª                                          | Non qualificata | Non qualificata | Non qualificata | Non qualificata | Non qualificata | Non qualificata |
| Marina González | Concorso a squadre   | 13,233                                       | 11,033                                       | 12,366                                       | 12,866                                       | 49.498                                       | 63ª                                          | Non qualificata | Non qualificata | Non qualificata | Non qualificata | Non qualificata | Non qualificata |
| Alba Petisco    | Concorso a squadre   | 13,466                                       | 12,866                                       | 11,700                                       | 12,566                                       | 50,598                                       | 57ª                                          | Non qualificata | Non qualificata | Non qualificata | Non qualificata | Non qualificata | Non qualificata |
| Roxana Popa     | Concorso a squadre   | 14,300                                       | 14,400                                       | 12,866                                       | 12,533                                       | 54,099                                       | 21ª Q                                        | Non qualificata | Non qualificata | Non qualificata | Non qualificata | Non qualificata | Non qualificata |
| Totale squadra  | Concorso a squadre   | 41,299                                       | 39,966                                       | 37,898                                       | 37,965                                       | 157,128                                      | 12ª                                          | Non qualificata | Non qualificata | Non qualificata | Non qualificata | Non qualificata | Non qualificata |
| Roxana Popa     | Concorso individuale | Vedi sopra qualificazioni concorso a squadre | Vedi sopra qualificazioni concorso a squadre | Vedi sopra qualificazioni concorso a squadre | Vedi sopra qualificazioni concorso a squadre | Vedi sopra qualificazioni concorso a squadre | Vedi sopra qualificazioni concorso a squadre | 14,600          | 12,100          | 11,700          | 13,133          | 51,133          | 22ª             |

## Golf
| Atleta          | Torneo    | Round 1   | Round 2   | Round 3   | Round 4   | Totale    | Totale | Totale    |
| Atleta          | Torneo    | Punteggio | Punteggio | Punteggio | Punteggio | Punteggio | Par    | Posizione |
| --------------- | --------- | --------- | --------- | --------- | --------- | --------- | ------ | --------- |
| Adrià Arnaus    | Maschile  | 68        | 69        | 74        | 67        | 278       | −6     | =38º      |
| Jorge Campillo  | Maschile  | 70        | 75        | 69        | 75        | 289       | +5     | 59º       |
| Carlota Ciganda | Femminile | 68        | 73        | 70        | 69        | 280       | −4     | =29ª      |
| Azahara Muñoz   | Femminile | 69        | 76        | 73        | 72        | 290       | +6     | =50ª      |

## Hockey su prato
| Squadra             | Torneo    | Girone               | Girone               | Girone               | Girone               | Girone               | Girone | Quarti                  | Semifinali           | Finale               | Pos.            |
| Squadra             | Torneo    | Avversario Punteggio | Avversario Punteggio | Avversario Punteggio | Avversario Punteggio | Avversario Punteggio | Pos.   | Avversario Punteggio    | Avversario Punteggio | Avversario Punteggio | Pos.            |
| ------------------- | --------- | -------------------- | -------------------- | -------------------- | -------------------- | -------------------- | ------ | ----------------------- | -------------------- | -------------------- | --------------- |
| Nazionale maschile  | Maschile  | Argentina Par 1–1    | Nuova Zelanda P 3–4  | India P 0–3          | Giappone V 4–1       | Australia Par 1–1    | 4ª Q   | Belgio P 1–3            | Non qualificata      | Non qualificata      | Non qualificata |
| Nazionale femminile | Femminile | Australia P 1–3      | Argentina P 0–3      | Nuova Zelanda V 2–1  | Cina V 2–0           | Giappone V 2–1       | 2ª Q   | Regno Unito P 2–2 (0–2) | Non qualificata      | Non qualificata      | Non qualificata |

## Judo

### Uomini
| Francisco Garrigós      | 60 kg | N.D. | Bye               | Mkheidze P 00–01 | Non qualificato    | Non qualificato | Non qualificato | Non qualificato | Non qualificato | Non qualificato | Non qualificato |
| Alberto Gaitero         | 66 kg | N.D. | Zantaraja P 00–10 | Non qualificato  | Non qualificato    | Non qualificato | Non qualificato | Non qualificato | Non qualificato | Non qualificato | Non qualificato |
| Nikoloz Sherazadishvili | 90 kg | Bye  | Gantulg V 01–00   | Nyman V 10–00    | Igol'nikov P 00–10 | Non qualificato | Bobonov P 00–01 | Non qualificato | 7º              |                 |                 |

### Donne
| Atleta          | Evento | 16-esimi             | Ottavi               | Quarti               | Semifinali           | Ripescaggio          | Finale               | Pos.            |
| Atleta          | Evento | Avversario Punteggio | Avversario Punteggio | Avversario Punteggio | Avversario Punteggio | Avversario Punteggio | Avversario Punteggio | Pos.            |
| --------------- | ------ | -------------------- | -------------------- | -------------------- | -------------------- | -------------------- | -------------------- | --------------- |
| Julia Figueroa  | 48 kg  | Şentürk V 10–00      | Rishony P 00–10      | Non qualificata      | Non qualificata      | Non qualificata      | Non qualificata      | Non qualificata |
| Ana Pérez Box   | 52 kg  | Kocher P 00–01       | Non qualificata      | Non qualificata      | Non qualificata      | Non qualificata      | Non qualificata      | Non qualificata |
| Cristina Cabaña | 63 kg  | Watanabe V 10–00     | Trstenjak P 00–10    | Non qualificata      | Non qualificata      | Non qualificata      | Non qualificata      | Non qualificata |
| María Bernabéu  | 70 kg  | Taimazova P 00–01    | Non qualificata      | Non qualificata      | Non qualificata      | Non qualificata      | Non qualificata      | Non qualificata |

## Karate
| Atleta          | Evento         | Round eliminatorio | Round eliminatorio | Ranking round | Ranking round | Finale                | Pos. |
| Atleta          | Evento         | Punteggio          | Posizione          | Punteggio     | Posizione     | Avversario Punteggio  | Pos. |
| --------------- | -------------- | ------------------ | ------------------ | ------------- | ------------- | --------------------- | ---- |
| Damián Quintero | Kata maschile  | 27,37              | 1º Q               | 27,28         | 1º Q          | Kiyuna P 27,66–28,72  |      |
| Sandra Sánchez  | Kata femminile | 27,43              | 1ª Q               | 27,86         | 1ª Q          | Shimizu V 28,06–27,88 |      |

## Pallacanestro
| Squadra             | Torneo    | Girone                | Girone               | Girone               | Girone | Quarti               | Semifinali           | Finale / FB          | Pos.            |
| Squadra             | Torneo    | Avversario Punteggio  | Avversario Punteggio | Avversario Punteggio | Pos.   | Avversario Punteggio | Avversario Punteggio | Avversario Punteggio | Pos.            |
| ------------------- | --------- | --------------------- | -------------------- | -------------------- | ------ | -------------------- | -------------------- | -------------------- | --------------- |
| Nazionale maschile  | Maschile  | Giappone V 88–77      | Argentina V 81–71    | Slovenia P 87–95     | 2ª Q   | Template:Bk L 81–95  | Non qualificata      | Non qualificata      | Non qualificata |
| Nazionale femminile | Femminile | Corea del Sud V 73–69 | Serbia V 85–70       | Canada V 76–66       | 1ª Q   | Francia P 64–67      | Non qualificata      | Non qualificata      | Non qualificata |

## Pallamano
| Squadra             | Torneo    | Girone               | Girone               | Girone               | Girone               | Girone               | Girone | Quarti               | Semifinali           | Finale / FB                    | Pos.            |
| Squadra             | Torneo    | Avversario Punteggio | Avversario Punteggio | Avversario Punteggio | Avversario Punteggio | Avversario Punteggio | Pos.   | Avversario Punteggio | Avversario Punteggio | Avversario Punteggio           | Pos.            |
| ------------------- | --------- | -------------------- | -------------------- | -------------------- | -------------------- | -------------------- | ------ | -------------------- | -------------------- | ------------------------------ | --------------- |
| Nazionale maschile  | Maschile  | Germania V 28–27     | Norvegia V 28–27     | Brasile V 32–25      | Francia P 31–36      | Argentina V 36–27    | 2ª Q   | Svezia V 34–33       | Danimarca P 23–27    | Finale 3º posto Egitto V 33–31 |                 |
| Nazionale femminile | Femminile | Svezia P 24–31       | Francia V 28–25      | Brasile V 27–23      | Ungheria P 25–29     | ROC P 31–34          | 5ª     | Non qualificata      | Non qualificata      | Non qualificata                | Non qualificata |

## Pallanuoto
| Squadra             | Torneo    | Girone               | Girone               | Girone               | Girone               | Girone               | Girone | Quarti               | Semifinali           | Finale / FB                    | Pos. |
| Squadra             | Torneo    | Avversario Punteggio | Avversario Punteggio | Avversario Punteggio | Avversario Punteggio | Avversario Punteggio | Pos.   | Avversario Punteggio | Avversario Punteggio | Avversario Punteggio           | Pos. |
| ------------------- | --------- | -------------------- | -------------------- | -------------------- | -------------------- | -------------------- | ------ | -------------------- | -------------------- | ------------------------------ | ---- |
| Nazionale maschile  | Maschile  | Serbia V 13–12       | Montenegro V 8–6     | Kazakistan V 16–4    | Australia V 16–5     | Croazia V 8–4        | 1ª Q   | Stati Uniti V 12–8   | Serbia P 9–10        | Finale 3º posto Ungheria P 5–9 | 4ª   |
| Nazionale femminile | Femminile | Sudafrica V 29–4     | Canada V 14–10       | Paesi Bassi P 13–14  | Australia V 15–9     | N.D.                 | 1ª Q   | Cina V 11–7          | Ungheria V 8–6       | Stati Uniti P 5–14             |      |

## Pentathlon moderno
| Atleta        | Evento        | Scherma   | Scherma | Scherma | Nuoto   | Nuoto | Nuoto | Equitazione | Equitazione | Equitazione | Combinato (corsa e pistola) | Combinato (corsa e pistola) | Combinato (corsa e pistola) | Totale | Posizione finale |
| Atleta        | Evento        | Risultati | Pos.    | Punti   | Tempo   | Pos.  | Punti | Penalità    | Pos.        | Punti       | Tempo                       | Pos.                        | Punti                       | Totale | Posizione finale |
| ------------- | ------------- | --------- | ------- | ------- | ------- | ----- | ----- | ----------- | ----------- | ----------- | --------------------------- | --------------------------- | --------------------------- | ------ | ---------------- |
| Aleix Heredia | Gara maschile | 16+4      | 23º     | 200     | 2'07"78 | 33º   | 295   | 56          | 15º         | 286         | 11'34"52                    | 23º                         | 606                         | 1387   | 23º              |

## Pugilato
| Atleta              | Evento              | 16-esimi             | Ottavi               | Quarti               | Semifinali           | Finale               | Pos.            |
| Atleta              | Evento              | Avversario Punteggio | Avversario Punteggio | Avversario Punteggio | Avversario Punteggio | Avversario Punteggio | Pos.            |
| ------------------- | ------------------- | -------------------- | -------------------- | -------------------- | -------------------- | -------------------- | --------------- |
| Gabriel Escobar     | Pesi mosca maschile | Quiroga V 5–0        | Asenov V 4–1         | Bibossinov P 2–3     | Non qualificato      | Non qualificato      | Non qualificato |
| José Quiles         | Pesi piuma maschile | Walker P 0–5         | Non qualificato      | Non qualificato      | Non qualificato      | Non qualificato      | Non qualificato |
| Gazimagomed Jalidov | Pesi mediomassimi   | Bye                  | Aokuso V 3–2         | Khataev P KO         | Non qualificato      | Non qualificato      | Non qualificato |
| Emmanuel Reyes      | Pesi massimi        | Bye                  | Levit V KO           | La Cruz P 1–4        | Non qualificato      | Non qualificato      | Non qualificato |

## Scherma
| Atleta          | Evento                        | 32-esimi             | 16-esimi             | Ottavi               | Quarti               | Semifinali           | Finale               | Pos.            |
| Atleta          | Evento                        | Avversario Punteggio | Avversario Punteggio | Avversario Punteggio | Avversario Punteggio | Avversario Punteggio | Avversario Punteggio | Pos.            |
| --------------- | ----------------------------- | -------------------- | -------------------- | -------------------- | -------------------- | -------------------- | -------------------- | --------------- |
| Carlos Llavador | Fioretto individuale maschile | Bye                  | Choupenitch P 11–15  | Non qualificato      | Non qualificato      | Non qualificato      | Non qualificato      | Non qualificato |

## Skateboard
| Atleta          | Evento           | Qualificazione | Qualificazione | Finale          | Finale          |
| Atleta          | Evento           | Punteggio      | Pos.           | Punteggio       | Pos.            |
| --------------- | ---------------- | -------------- | -------------- | --------------- | --------------- |
| Danny León      | Park maschile    | 73,24          | 9º             | Non qualificato | Non qualificato |
| Jaime Mateu     | Park maschile    | 69,18          | 10º            | Non qualificato | Non qualificato |
| Julia Benedetti | Park femminile   | 27,76          | 16ª            | Non qualificata | Non qualificata |
| Andrea Benítez  | Street femminile | 5,96           | 15ª            | Non qualificata | Non qualificata |

## Sollevamento pesi
| Atleta         | Evento           | Strappo   | Strappo    | Slancio   | Slancio    | Totale | Classifica |
| Atleta         | Evento           | Risultato | Classifica | Risultato | Classifica | Totale | Classifica |
| -------------- | ---------------- | --------- | ---------- | --------- | ---------- | ------ | ---------- |
| David Sánchez  | 73 kg maschile   | 149       | 9º         | 177       | 9º         | 323    | 10º        |
| Andrés Mata    | 81 kg maschile   | 158       | 9º         | 189       | 8º         | 347    | 8º         |
| Marcos Ruiz    | +109 kg maschile | 180       | 5º         | 215       | 9º         | 395    | 8º         |
| Lidia Valentín | 87 kg femminile  | 103       | 9ª         | 122       | 11ª        | 225    | 10ª        |

## Taekwondo
| Atleta         | Evento          | Qualificazioni       | Ottavi               | Quarti               | Semifinali           | Ripescaggio          | Finale / FB            | Pos.            |
| Atleta         | Evento          | Avversario Punteggio | Avversario Punteggio | Avversario Punteggio | Avversario Punteggio | Avversario Punteggio | Avversario Punteggio   | Pos.            |
| -------------- | --------------- | -------------------- | -------------------- | -------------------- | -------------------- | -------------------- | ---------------------- | --------------- |
| Adrián Vicente | 58 kg maschile  | N.D.                 | Bragança V 24–9      | Jang P 19–24         | Non qualificato      | Non qualificato      | Non qualificato        | Non qualificato |
| Javier Pérez   | 68 kg maschile  | Bye                  | Kanaet P 22–20       | Non qualificato      | Non qualificato      | Non qualificato      | Non qualificato        | Non qualificato |
| Javier Pérez   | 80 kg maschile  | N.D.                 | Wael P 15-21         | Non qualificato      | Non qualificato      | Non qualificato      | Non qualificato        | Non qualificato |
| Adriana Cerezo | 49 kg femminile | Bye                  | Bogdanović V 12–4    | Wu V 33–2            | Yıldırım V 39–19     | Bye                  | Wongpattanakit P 10–11 |                 |

## Tennis

### Singolare
| Atleta               | Evento              | 32-esimi                        | 16-esimi                      | Ottavi                      | Quarti                   | Semifinali            | Finale / FB                   | Pos.            |
| Atleta               | Evento              | Avversario Punteggio            | Avversario Punteggio          | Avversario Punteggio        | Avversario Punteggio     | Avversario Punteggio  | Avversario Punteggio          | Pos.            |
| -------------------- | ------------------- | ------------------------------- | ----------------------------- | --------------------------- | ------------------------ | --------------------- | ----------------------------- | --------------- |
| Pablo Andújar        | Singolare maschile  | Humbert P (6(3)–7, 1–6)         | Non qualificato               | Non qualificato             | Non qualificato          | Non qualificato       | Non qualificato               | Non qualificato |
| Roberto Carballés    | Singolare maschile  | Basilashvili P (3–6, 2–6)       | Non qualificato               | Non qualificato             | Non qualificato          | Non qualificato       | Non qualificato               | Non qualificato |
| Pablo Carreño        | Singolare maschile  | Sandgren V (7–5, 6–2)           | Čilić V (5–7, 6–4, 6–4)       | Koepfer V (7–6(7), 6–3)     | Medvedev V (6–2, 7–6(5)) | Chačanov P (3–6, 3–6) | Djokovic V (6–4, 6(6)–7, 6-3) |                 |
| Alejandro Davidovich | Singolare maschile  | Sousa V (6–3, 6–0)              | Millman V (6–4, 6(4)–7, 6–3)  | Djokovic P (3–6, 1–6)       | Non qualificato          | Non qualificato       | Non qualificato               | Non qualificato |
| Paula Badosa         | Singolare femminile | Mladenovic V (6(4)–7, 6–3, 6–0) | Świątek V (6–3, 7–6(4))       | Podoroska V (6–2, 6–3)      | Vondroušová p (3–6, RET) | Non qualificata       | Non qualificata               | Non qualificata |
| Garbiñe Muguruza     | Singolare femminile | Kudermetova V (7–5, 7–5)        | Wang V (6–3, 6–0)             | Van Uytvanck V (6–4, 6–1)   | Rybakina P (5–7, 1–6)    | Non qualificata       | Non qualificata               | Non qualificata |
| Sara Sorribes        | Singolare femminile | Barty\| V (6–4, 6–3)            | Ferro V (6–1, 6–4)            | Pavlyuchenkova P (1–6, 3–6) | Non qualificata          | Non qualificata       | Non qualificata               | Non qualificata |
| Carla Suárez Navarro | Singolare femminile | Jabeur V (6–4, 6–1)             | Plíšková P (3–6, 7–6(0), 1–6) | Non qualificata             | Non qualificata          | Non qualificata       | Non qualificata               | Non qualificata |

### Doppio
| Atleta                                | Evento           | 16-esimi                                | Ottavi                                      | Quarti               | Semifinali           | Finale / FB          | Pos.            |
| Atleta                                | Evento           | Avversario Punteggio                    | Avversario Punteggio                        | Avversario Punteggio | Avversario Punteggio | Avversario Punteggio | Pos.            |
| ------------------------------------- | ---------------- | --------------------------------------- | ------------------------------------------- | -------------------- | -------------------- | -------------------- | --------------- |
| Pablo Andújar Roberto Carballés       | Doppio maschile  | Musetti / Sonego P (5–7, 4–6)           | Non qualificati                             | Non qualificati      | Non qualificati      | Non qualificati      | Non qualificati |
| Pablo Carreño Alejandro Davidovich    | Doppio maschile  | Cabal / Farah P (2–6, 4–6)              | Non qualificati                             | Non qualificati      | Non qualificati      | Non qualificati      | Non qualificati |
| Paula Badosa Sara Sorribes            | Doppio femminile | Olmos / Zarazúa V (6–2, 6(4)–7, [10–7]) | Krejčíková / Siniaková P (6–2, 5–7, [5–10]) | Non qualificate      | Non qualificate      | Non qualificate      | Non qualificate |
| Garbiñe Muguruza Carla Suárez Navarro | Doppio femminile | Mertens / Van Uytvanck V (6–3, 7–6(4))  | Bencic / Golubic P (6–3, 1–6, [9–11])       | Non qualificate      | Non qualificate      | Non qualificate      | Non qualificate |

## Tennistavolo
| Atleta        | Evento            | Preliminari          | Round 1              | Round 2              | Round 3              | Ottavi               | Quarti               | Semifinali           | Finale / FB          | Pos.            |
| Atleta        | Evento            | Avversario Punteggio | Avversario Punteggio | Avversario Punteggio | Avversario Punteggio | Avversario Punteggio | Avversario Punteggio | Avversario Punteggio | Avversario Punteggio | Pos.            |
| ------------- | ----------------- | -------------------- | -------------------- | -------------------- | -------------------- | -------------------- | -------------------- | -------------------- | -------------------- | --------------- |
| Álvaro Robles | Singolo maschile  | Bye                  | Alto V 4–1           | Jorgić P 3–4         | Non qualificato      | Non qualificato      | Non qualificato      | Non qualificato      | Non qualificato      | Non qualificato |
| Galia Dvorak  | Singolo femminile | Bye                  | Liu P 1–4            | Non qualificata      | Non qualificata      | Non qualificata      | Non qualificata      | Non qualificata      | Non qualificata      | Non qualificata |
| María Xiao    | Singolo femminile | Bye                  | Lavrova V 4–0        | Soo V 4–2            | Feng Tw P 1–4        | Non qualificata      | Non qualificata      | Non qualificata      | Non qualificata      | Non qualificata |

## Tiro a segno/volo
| Atleta                          | Evento         | Qualificazione | Qualificazione | Finale          | Finale          |
| Atleta                          | Evento         | Punteggio      | Classifica     | Punteggio       | Classifica      |
| ------------------------------- | -------------- | -------------- | -------------- | --------------- | --------------- |
| Alberto Fernández               | Trap maschile  | 122            | 9º             | Non qualificato | Non qualificato |
| Fátima Gálvez                   | Trap femminile | 116            | 14ª            | Non qualificata | Non qualificata |
| Alberto Fernández Fátima Gálvez | Trap a squadre | 148            | 1ª Q           | 41              |                 |

## Tiro con l'arco
| Atleta                        | Evento                | Classificazione | Classificazione | 32-esimi             | 16-esimi             | Ottavi               | Quarti               | Semifinali           | Finale / FB          | Pos.            |
| Atleta                        | Evento                | Punteggio       | Pos.            | Avversario Punteggio | Avversario Punteggio | Avversario Punteggio | Avversario Punteggio | Avversario Punteggio | Avversario Punteggio | Pos.            |
| ----------------------------- | --------------------- | --------------- | --------------- | -------------------- | -------------------- | -------------------- | -------------------- | -------------------- | -------------------- | --------------- |
| Daniel Castro                 | Individuale maschile  | 650             | 44º             | Chun-heng P 2-6      | Non qualificato      | Non qualificato      | Non qualificato      | Non qualificato      | Non qualificato      | Non qualificato |
| Inés de Velasco               | Individuale femminile | 628             | 48ª             | Kaufhold P 3-7       | Non qualificata      | Non qualificata      | Non qualificata      | Non qualificata      | Non qualificata      | Non qualificata |
| Daniel Castro Inés de Velasco | Squadra mista         | 1278            | 21ª             | N.D.                 | N.D.                 | Non qualificata      | Non qualificata      | Non qualificata      | Non qualificata      | Non qualificata |

## Triathlon
| Atleta                                                | Evento                | Nuoto             | T1                      | Ciclismo            | T2                | Corsa                   | Totale   | Classifica |
| ----------------------------------------------------- | --------------------- | ----------------- | ----------------------- | ------------------- | ----------------- | ----------------------- | -------- | ---------- |
| Fernando Alarza                                       | Individuale maschile  | 18'20"            | 0'38"                   | 56'09"              | 0'33"             | 30'42"                  | 1h46'22" | 12º        |
| Javier Gómez Noya                                     | Individuale maschile  | 18'22"            | 0'38"                   | 56'05"              | 0'33"             | 32'08"                  | 1h47'46" | 25º        |
| Mario Mola                                            | Individuale maschile  | 18'21"            | 0'38"                   | 56'06"              | 0'33"             | 30'38"                  | 1h46'13" | 10º        |
| Miriam Casillas                                       | Individuale femminile | 19'46"            | 0'42"                   | 1'04"50             | 0'34"             | 36'00"                  | 2h01'52" | 21ª        |
| Anna Godoy                                            | Individuale femminile | 20'12"            | 0'44                    | LAP                 | LAP               | LAP                     | LAP      | LAP        |
| Fernando Alarza Mario Mola Miriam Casillas Anna Godoy | Squadre miste         | 4'05" 4'33" 3'46" | 0'39" 0'36" 0'38" 0'40" | 9'51" 10'50" 10'38" | 0'26" 0'27" 0'31" | 5'32" 5'29" 6'50" 6'33" | 1h26'31" | 10ª        |

## Tuffi
| Atleta          | Evento                  | Preliminari | Preliminari | Semifinale      | Semifinale      | Finale          | Finale          |
| Atleta          | Evento                  | Punti       | Classifica  | Punti           | Classifica      | Punti           | Classifica      |
| --------------- | ----------------------- | ----------- | ----------- | --------------- | --------------- | --------------- | --------------- |
| Alberto Arévalo | Trampolino 3 m maschile | 322,85      | 26º         | Non qualificato | Non qualificato | Non qualificato | Non qualificato |
| Nicolás García  | Trampolino 3 m maschile | 382,6       | 19º         | Non qualificato | Non qualificato | Non qualificato | Non qualificato |

## Vela
| Atleta                                    | Evento           | Regata | Regata | Regata | Regata | Regata | Regata | Regata | Regata | Regata | Regata | Regata | Regata | Regata | Punteggio Totale | Punteggio Netto | Classifica |
| Atleta                                    | Evento           | 1      | 2      | 3      | 4      | 5      | 6      | 7      | 8      | 9      | 10     | 11     | 12     | M      | Punteggio Totale | Punteggio Netto | Classifica |
| ----------------------------------------- | ---------------- | ------ | ------ | ------ | ------ | ------ | ------ | ------ | ------ | ------ | ------ | ------ | ------ | ------ | ---------------- | --------------- | ---------- |
| Ángel Granda                              | RS:X maschile    | 2      | 3      | 13     | 14     | 13     | 17     | 15     | 9      | 10     | 18     | 7      | 8      | 10     | 136              | 118             | 10º        |
| Blanca Manchón                            | RS:X femminile   | 7      | 7      | 12     | 14     | 13     | 16     | 14     | 9      | 14     | 14     | 10     | 10     | EL     | 140              | 124             | 11ª        |
| Joel Rodríguez Pérez                      | Laser maschile   | 21     | 4      | 23     | 13     | 9      | 25     | 9      | 10     | 27     | 21     | N.D.   | N.D.   | EL     | 162              | 135             | 16º        |
| Cristina Pujol                            | Laser femminile  | 1      | 23     | 23     | 28     | 24     | 26     | 30     | 33     | 20     | 4      | N.D.   | N.D.   | EL     | 212              | 179             | 23ª        |
| Joan Cardona                              | Finn             | 3      | 3      | 5      | 3      | 2      | 3      | 13     | 7      | 8      | 5      | N.D.   | N.D.   | 6      | 64               | 51              |            |
| Nicolas Rodriguez Garcia-Paz Jordi Xammar | 470 maschile     | 10     | 1      | 10     | 6      | 14     | 1      | 3      | 2      | 5      | 7      | N.D.   | N.D.   | 10     | 69               | 55              |            |
| Patricia Cantero Silvia Mas               | 470 femminile    | 11     | 13     | 3      | 6      | 14     | 15     | 8      | 17     | 1      | 10     | N.D.   | N.D.   | EL     | 98               | 81              | 11ª        |
| Diego Botín Iago López                    | 49er maschile    | 5      | 1      | 2      | 5      | 4      | 10     | 15     | 2      | 5      | 4      | 12     | 6      | 7      | 85               | 70              | 4ª         |
| Albane Dubois Lili Sebesi                 | 49erFX femminile | 2      | 10     | 22     | 2      | 3      | 3      | 13     | 4      | 5      | 19     | 12     | 4      | 12     | 111              | 89              | 4ª         |
| Florián Trittel Tara Pacheco              | Nacra 17 misto   | 4      | 6      | 6      | 10     | 6      | 3      | 7      | 1      | 7      | 9      | 13     | 3      | 14     | 89               | 76              | 6ª         |